# Àrea metropolitana de Lima
L'àrea metropolitana de Lima, coneguda com a Lima Metropolitana o Lima-Callao, és la metròpoli conformada per la gran conurbació central de la ciutat de Lima i la seva extensió cap al nord, sud i oest, abastant gran part de les províncies de Lima i del Callao.
Cap a l'oest inclou a la ciutat d'El Callao i cap al sud-oest a altres localitats antigament separades i que avui formen part de la gran ciutat, com són Pueblo Libre, Miraflores, Barranco, Chorrillos o Ate (aquesta última cap a l'est) i algunes ciutats satèl·lit com Lurín o Pucusana (cap a l'extrem sud). L'esmentat procés urbà es va consolidar en els anys 1980. Aquestes localitats i/o ciutats satèl·lit conformen actualment districtes integrants de la gran conurbació Lima-Callao.
Lima i El Callao, fa anys separades per un semidesert i connectades en el segle xix per un ferrocarril, es troben avui totalment unides, assenyalant-se els seus límits per avingudes o mitjançant cartells perquè no passin totalment desapercebuts. Una vista aèria des del satèl·lit ens mostra una sola trama urbana on és pràcticament impossible diferenciar Lima d'El Callao, en realitat separades només administrativament. A diferència d'altres immenses ciutats, en l'actualitat a Lima-El Callao manca un tren urbà o "Metro".
Aquesta conurbació (fusió urbana) entre Lima i El Callao es evidencia també en la interacció social i cultural. El mestissatge i trobada entre els limenys i els "chalacos" (habitants d'El Callao), és una constant quotidiana.
La suma de les poblacions de la província de Lima i de la Província Constitucional del Callao, era de 8.472.935 habitants que suposa entre un quart i un terç de la població total del Perú. Segons l'anterior cens oficial de població (2005) l'àrea metropolitana de Lima-El Callao tenia 7. 767.817 habitants.
Aquesta conurbació és una ciutat eminentment costanera i s'estén al llarg de gairebé cent trenta quilòmetres del litoral peruà des del districte del nord d'Ancón en el límit amb la Província d'Huaral, fins al districte meridional de Pucusana en el límit amb la Província de Cañete.

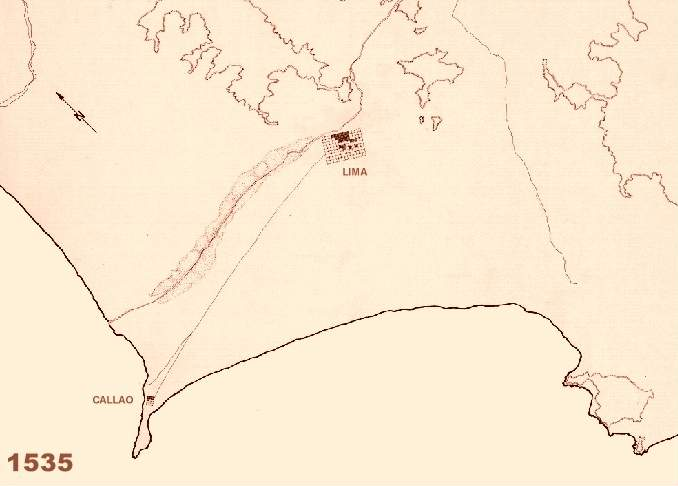
Lima en 1535.
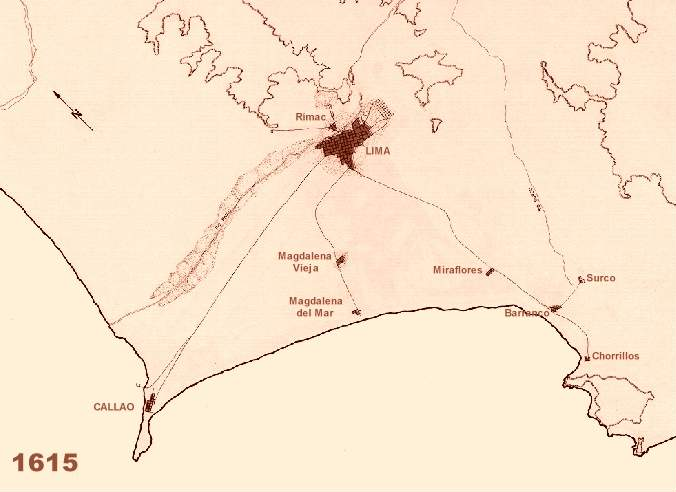
Expansió urbana de Lima l'any 1615.
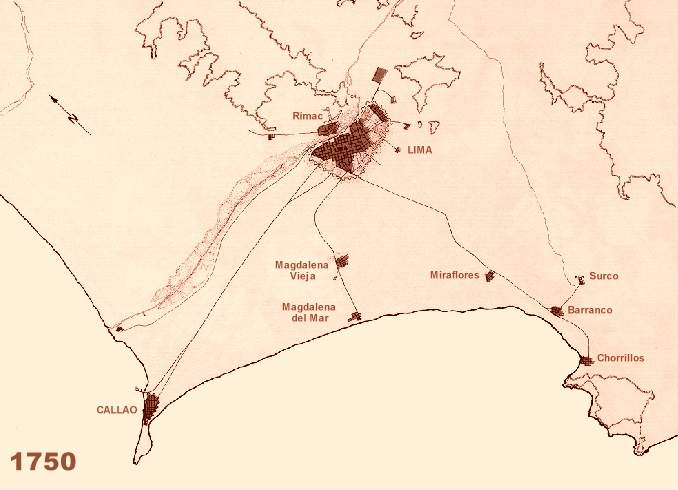
Expansió urbana de Lima l'any 1750.
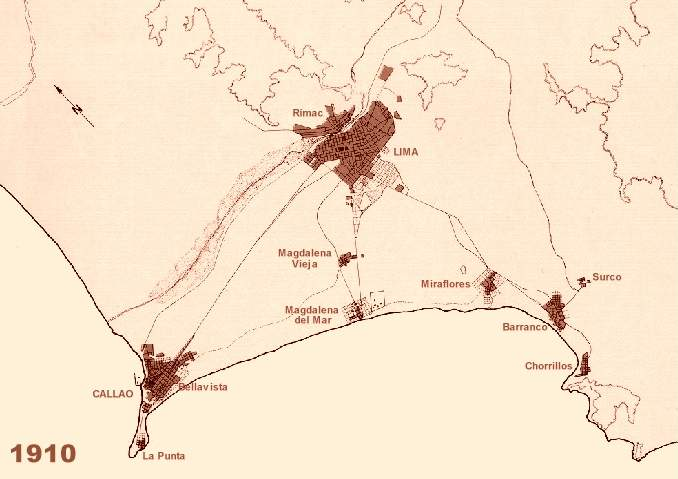
Expansió urbana de Lima l'any 1910.
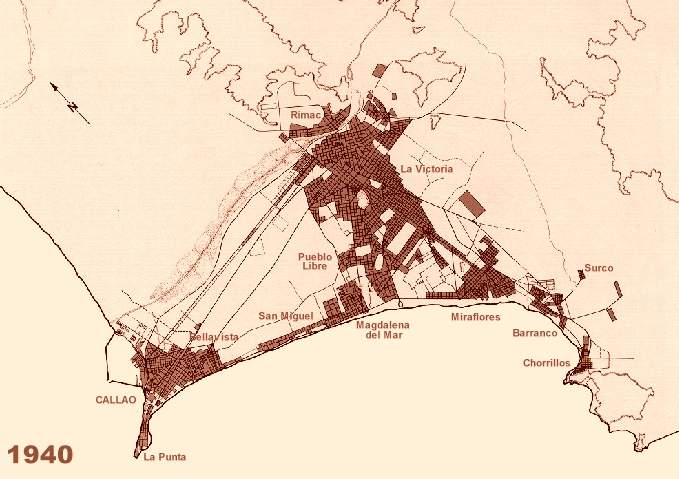
Expansió urbana de Lima l'any 1940.
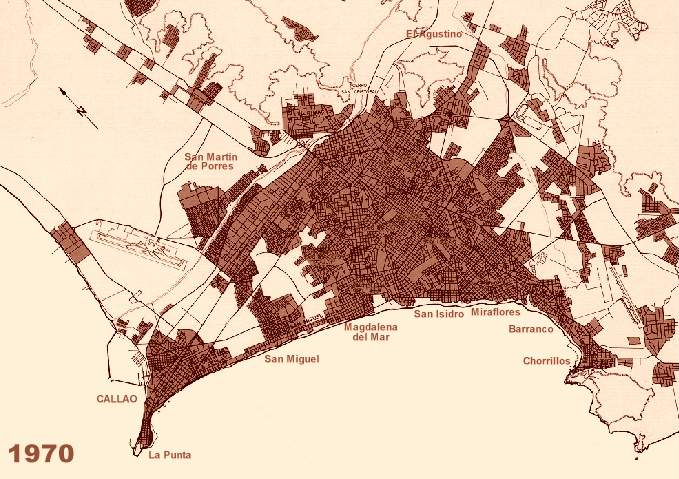
Expansió urbana de Lima l'any 1970.
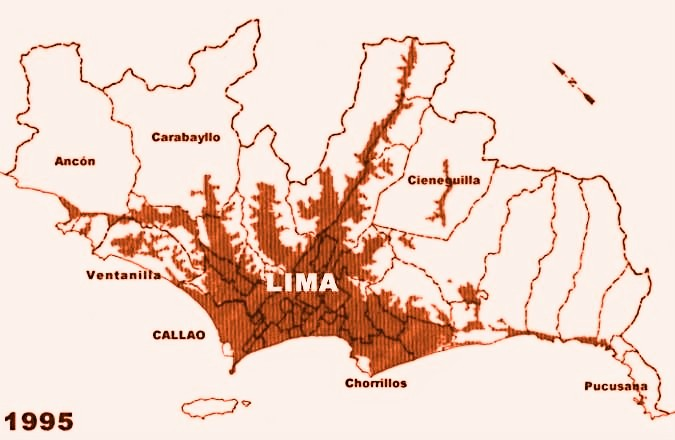
Expansió urbana de Lima l'any 1995.

## Districtes
| Nº | Districte                  | Població (hab.) | Codi Postal |
| -- | -------------------------- | --------------- | ----------- |
| 1  | Ancón                      | 33.367          | LIMA 02     |
| 2  | Santa Rosa                 | 10.903          | LIMA 38     |
| 3  | Ventanilla                 | 277.895         | CALLAO 06   |
| 4  | Callao                     | 415.888         | CALLAO 01   |
| 5  | La Punta                   | 4.370           | CALLAO 05   |
| 6  | Carmen de La Legua-Reynoso | 41.863          | CALLAO 03   |
| 7  | Bellavista                 | 75.163          | CALLAO 02   |
| 8  | La Perla                   | 61.698          | CALLAO 04   |
| 9  | Carabayllo                 | 213.386         | LIMA 06     |
| 10 | Puente Piedra              | 233.602         | LIMA 22     |
| 11 | San Martín de Porres       | 579.561         | LIMA 31     |
| 12 | Los Olivos                 | 318.140         | LIMA 39     |
| 13 | Comas                      | 486.977         | LIMA 07     |
| 14 | Independencia              | 207.647         | LIMA 28     |
| 15 | San Juan de Lurigancho     | 898.443         | LIMA 36     |
| 16 | Lima                       | 299.493         | LIMA 01     |
| 17 | Breña                      | 81.909          | LIMA 05     |
| 18 | Rímac                      | 176.169         | LIMA 26     |
| 19 | El Agustino                | 180.262         | LIMA 10     |
| 20 | San Miguel                 | 129.107         | LIMA 32     |
| 21 | Pueblo Libre               | 74.164          | LIMA 21     |
| 22 | Jesús María                | 66.171          | LIMA 11     |
| 23 | Magdalena del Mar          | 50.764          | LIMA 17     |
| 24 | Lince                      | 55.242          | LIMA 14     |

| Nº | Districte               | Població (hab.) | codi postal |
| -- | ----------------------- | --------------- | ----------- |
| 25 | La Victoria             | 192.724         | LIMA 13     |
| 26 | San Luis                | 54.634          | LIMA 30     |
| 27 | San Isidro              | 58.056          | LIMA 27     |
| 28 | Miraflores              | 85.065          | LIMA 18     |
| 29 | Surquillo               | 89.283          | LIMA 34     |
| 30 | Barranco                | 33.903          | LIMA 04     |
| 31 | San Borja               | 105.076         | LIMA 41     |
| 32 | Santiago de Surco       | 289.597         | LIMA 33     |
| 33 | Chorrillos              | 286.977         | LIMA 09     |
| 34 | Santa Anita             | 184.614         | LIMA 43     |
| 35 | Ate                     | 478.278         | LIMA 03     |
| 36 | La Molina               | 132.498         | LIMA 12     |
| 37 | Lurigancho-Chosica      | 169.359         | LIMA 15     |
| 38 | Chaclacayo              | 41.110          | LIMA 08     |
| 39 | Cieneguilla             | 26.725          | LIMA 40     |
| 40 | Pachacámac              | 68.441          | LIMA 19     |
| 41 | San Juan de Miraflores  | 362.643         | LIMA 29     |
| 42 | Villa María del Triunfo | 381.790         | LIMA 35     |
| 43 | Villa El Salvador       | 378.470         | LIMA 42     |
| 44 | Lurín                   | 62.940          | LIMA 16     |
| 45 | Punta Hermosa           | 5.762           | LIMA 24     |
| 46 | Punta Negra             | 5.284           | LIMA 23     |
| 47 | San Bartolo             | 6.412           | LIMA 26     |
| 48 | Santa María del Mar     | 161             | LIMA 37     |
| 49 | Pucusana                | 10.633          | LIMA 20     |

| Nº | Districte                  | Població (hab.) | Codi Postal |
| -- | -------------------------- | --------------- | ----------- |
| 1  | Ancón                      | 33.367          | LIMA 02     |
| 2  | Santa Rosa                 | 10.903          | LIMA 38     |
| 3  | Ventanilla                 | 277.895         | CALLAO 06   |
| 4  | Callao                     | 415.888         | CALLAO 01   |
| 5  | La Punta                   | 4.370           | CALLAO 05   |
| 6  | Carmen de La Legua-Reynoso | 41.863          | CALLAO 03   |
| 7  | Bellavista                 | 75.163          | CALLAO 02   |
| 8  | La Perla                   | 61.698          | CALLAO 04   |
| 9  | Carabayllo                 | 213.386         | LIMA 06     |
| 10 | Puente Piedra              | 233.602         | LIMA 22     |
| 11 | San Martín de Porres       | 579.561         | LIMA 31     |
| 12 | Los Olivos                 | 318.140         | LIMA 39     |
| 13 | Comas                      | 486.977         | LIMA 07     |
| 14 | Independencia              | 207.647         | LIMA 28     |
| 15 | San Juan de Lurigancho     | 898.443         | LIMA 36     |
| 16 | Lima                       | 299.493         | LIMA 01     |
| 17 | Breña                      | 81.909          | LIMA 05     |
| 18 | Rímac                      | 176.169         | LIMA 26     |
| 19 | El Agustino                | 180.262         | LIMA 10     |
| 20 | San Miguel                 | 129.107         | LIMA 32     |
| 21 | Pueblo Libre               | 74.164          | LIMA 21     |
| 22 | Jesús María                | 66.171          | LIMA 11     |
| 23 | Magdalena del Mar          | 50.764          | LIMA 17     |
| 24 | Lince                      | 55.242          | LIMA 14     |

| Nº | Districte               | Població (hab.) | codi postal |
| -- | ----------------------- | --------------- | ----------- |
| 25 | La Victoria             | 192.724         | LIMA 13     |
| 26 | San Luis                | 54.634          | LIMA 30     |
| 27 | San Isidro              | 58.056          | LIMA 27     |
| 28 | Miraflores              | 85.065          | LIMA 18     |
| 29 | Surquillo               | 89.283          | LIMA 34     |
| 30 | Barranco                | 33.903          | LIMA 04     |
| 31 | San Borja               | 105.076         | LIMA 41     |
| 32 | Santiago de Surco       | 289.597         | LIMA 33     |
| 33 | Chorrillos              | 286.977         | LIMA 09     |
| 34 | Santa Anita             | 184.614         | LIMA 43     |
| 35 | Ate                     | 478.278         | LIMA 03     |
| 36 | La Molina               | 132.498         | LIMA 12     |
| 37 | Lurigancho-Chosica      | 169.359         | LIMA 15     |
| 38 | Chaclacayo              | 41.110          | LIMA 08     |
| 39 | Cieneguilla             | 26.725          | LIMA 40     |
| 40 | Pachacámac              | 68.441          | LIMA 19     |
| 41 | San Juan de Miraflores  | 362.643         | LIMA 29     |
| 42 | Villa María del Triunfo | 381.790         | LIMA 35     |
| 43 | Villa El Salvador       | 378.470         | LIMA 42     |
| 44 | Lurín                   | 62.940          | LIMA 16     |
| 45 | Punta Hermosa           | 5.762           | LIMA 24     |
| 46 | Punta Negra             | 5.284           | LIMA 23     |
| 47 | San Bartolo             | 6.412           | LIMA 26     |
| 48 | Santa María del Mar     | 161             | LIMA 37     |
| 49 | Pucusana                | 10.633          | LIMA 20     |

| Nº | Districte                  | Població (hab.) | Codi Postal |
| -- | -------------------------- | --------------- | ----------- |
| 1  | Ancón                      | 33.367          | LIMA 02     |
| 2  | Santa Rosa                 | 10.903          | LIMA 38     |
| 3  | Ventanilla                 | 277.895         | CALLAO 06   |
| 4  | Callao                     | 415.888         | CALLAO 01   |
| 5  | La Punta                   | 4.370           | CALLAO 05   |
| 6  | Carmen de La Legua-Reynoso | 41.863          | CALLAO 03   |
| 7  | Bellavista                 | 75.163          | CALLAO 02   |
| 8  | La Perla                   | 61.698          | CALLAO 04   |
| 9  | Carabayllo                 | 213.386         | LIMA 06     |
| 10 | Puente Piedra              | 233.602         | LIMA 22     |
| 11 | San Martín de Porres       | 579.561         | LIMA 31     |
| 12 | Los Olivos                 | 318.140         | LIMA 39     |
| 13 | Comas                      | 486.977         | LIMA 07     |
| 14 | Independencia              | 207.647         | LIMA 28     |
| 15 | San Juan de Lurigancho     | 898.443         | LIMA 36     |
| 16 | Lima                       | 299.493         | LIMA 01     |
| 17 | Breña                      | 81.909          | LIMA 05     |
| 18 | Rímac                      | 176.169         | LIMA 26     |
| 19 | El Agustino                | 180.262         | LIMA 10     |
| 20 | San Miguel                 | 129.107         | LIMA 32     |
| 21 | Pueblo Libre               | 74.164          | LIMA 21     |
| 22 | Jesús María                | 66.171          | LIMA 11     |
| 23 | Magdalena del Mar          | 50.764          | LIMA 17     |
| 24 | Lince                      | 55.242          | LIMA 14     |

| Nº | Districte               | Població (hab.) | codi postal |
| -- | ----------------------- | --------------- | ----------- |
| 25 | La Victoria             | 192.724         | LIMA 13     |
| 26 | San Luis                | 54.634          | LIMA 30     |
| 27 | San Isidro              | 58.056          | LIMA 27     |
| 28 | Miraflores              | 85.065          | LIMA 18     |
| 29 | Surquillo               | 89.283          | LIMA 34     |
| 30 | Barranco                | 33.903          | LIMA 04     |
| 31 | San Borja               | 105.076         | LIMA 41     |
| 32 | Santiago de Surco       | 289.597         | LIMA 33     |
| 33 | Chorrillos              | 286.977         | LIMA 09     |
| 34 | Santa Anita             | 184.614         | LIMA 43     |
| 35 | Ate                     | 478.278         | LIMA 03     |
| 36 | La Molina               | 132.498         | LIMA 12     |
| 37 | Lurigancho-Chosica      | 169.359         | LIMA 15     |
| 38 | Chaclacayo              | 41.110          | LIMA 08     |
| 39 | Cieneguilla             | 26.725          | LIMA 40     |
| 40 | Pachacámac              | 68.441          | LIMA 19     |
| 41 | San Juan de Miraflores  | 362.643         | LIMA 29     |
| 42 | Villa María del Triunfo | 381.790         | LIMA 35     |
| 43 | Villa El Salvador       | 378.470         | LIMA 42     |
| 44 | Lurín                   | 62.940          | LIMA 16     |
| 45 | Punta Hermosa           | 5.762           | LIMA 24     |
| 46 | Punta Negra             | 5.284           | LIMA 23     |
| 47 | San Bartolo             | 6.412           | LIMA 26     |
| 48 | Santa María del Mar     | 161             | LIMA 37     |
| 49 | Pucusana                | 10.633          | LIMA 20     |

| Nº | Districte                  | Població (hab.) | Codi Postal |
| -- | -------------------------- | --------------- | ----------- |
| 1  | Ancón                      | 33.367          | LIMA 02     |
| 2  | Santa Rosa                 | 10.903          | LIMA 38     |
| 3  | Ventanilla                 | 277.895         | CALLAO 06   |
| 4  | Callao                     | 415.888         | CALLAO 01   |
| 5  | La Punta                   | 4.370           | CALLAO 05   |
| 6  | Carmen de La Legua-Reynoso | 41.863          | CALLAO 03   |
| 7  | Bellavista                 | 75.163          | CALLAO 02   |
| 8  | La Perla                   | 61.698          | CALLAO 04   |
| 9  | Carabayllo                 | 213.386         | LIMA 06     |
| 10 | Puente Piedra              | 233.602         | LIMA 22     |
| 11 | San Martín de Porres       | 579.561         | LIMA 31     |
| 12 | Los Olivos                 | 318.140         | LIMA 39     |
| 13 | Comas                      | 486.977         | LIMA 07     |
| 14 | Independencia              | 207.647         | LIMA 28     |
| 15 | San Juan de Lurigancho     | 898.443         | LIMA 36     |
| 16 | Lima                       | 299.493         | LIMA 01     |
| 17 | Breña                      | 81.909          | LIMA 05     |
| 18 | Rímac                      | 176.169         | LIMA 26     |
| 19 | El Agustino                | 180.262         | LIMA 10     |
| 20 | San Miguel                 | 129.107         | LIMA 32     |
| 21 | Pueblo Libre               | 74.164          | LIMA 21     |
| 22 | Jesús María                | 66.171          | LIMA 11     |
| 23 | Magdalena del Mar          | 50.764          | LIMA 17     |
| 24 | Lince                      | 55.242          | LIMA 14     |

| Nº | Districte               | Població (hab.) | codi postal |
| -- | ----------------------- | --------------- | ----------- |
| 25 | La Victoria             | 192.724         | LIMA 13     |
| 26 | San Luis                | 54.634          | LIMA 30     |
| 27 | San Isidro              | 58.056          | LIMA 27     |
| 28 | Miraflores              | 85.065          | LIMA 18     |
| 29 | Surquillo               | 89.283          | LIMA 34     |
| 30 | Barranco                | 33.903          | LIMA 04     |
| 31 | San Borja               | 105.076         | LIMA 41     |
| 32 | Santiago de Surco       | 289.597         | LIMA 33     |
| 33 | Chorrillos              | 286.977         | LIMA 09     |
| 34 | Santa Anita             | 184.614         | LIMA 43     |
| 35 | Ate                     | 478.278         | LIMA 03     |
| 36 | La Molina               | 132.498         | LIMA 12     |
| 37 | Lurigancho-Chosica      | 169.359         | LIMA 15     |
| 38 | Chaclacayo              | 41.110          | LIMA 08     |
| 39 | Cieneguilla             | 26.725          | LIMA 40     |
| 40 | Pachacámac              | 68.441          | LIMA 19     |
| 41 | San Juan de Miraflores  | 362.643         | LIMA 29     |
| 42 | Villa María del Triunfo | 381.790         | LIMA 35     |
| 43 | Villa El Salvador       | 378.470         | LIMA 42     |
| 44 | Lurín                   | 62.940          | LIMA 16     |
| 45 | Punta Hermosa           | 5.762           | LIMA 24     |
| 46 | Punta Negra             | 5.284           | LIMA 23     |
| 47 | San Bartolo             | 6.412           | LIMA 26     |
| 48 | Santa María del Mar     | 161             | LIMA 37     |
| 49 | Pucusana                | 10.633          | LIMA 20     |

L'àrea metropolitana de Lima, es divideix en 49 districtes, 43 dels quals formen part de la Província de Lima i 6 districtes de la Província Constitucional del Callao districtes), avui en dia Región Lima Metropolitana i Región Callao respectivament. Les àrees urbanes d'aquests districtes es troben en la seva gran majoria conurbades i un bon nombre estan totalment urbanitzades. Al següent mapa de distribució administrativa, cada color representa a un sector de Lima Metropolitana (els sectors agrupen a diferents districtes en els quals està dividida la Província de Lima i que sumats tots representen administrativament Lima Metropolitana :
- Els districtes en groc, pertanyen a l'eix econòmic de Lima, aquí es troben la majoria dels negocis de la ciutat.
- En fúcsia, la zona històrica de Lima conformada pel Cercado i els districtes veïns. És la zona més antiga de la ciutat.
- Els districtes en verd clar, pertanyen al Cono Norte. Són els més populosos.
- Els districtes en blau, pertanyen al Cono Sur.
- Els districtes en vermell, pertanyen al Cono Este, la seva principal via és la Carretera Central.
- Els districtes en verd fosc, pertanyen a la Província Constitucional del Callao.
- Els districtes en morat, pertanyen a la zona campestre de Lima. En aquesta zona s'ubiquen cases de camp i restaurants a l'aire lliure.
- Els districtes en celeste, són els balnearis del nord, Ancón i Santa Rosa. En aquests districtes s'ubiquen cases de platja, ocupades en estiu.
- Els districtes en taronja són els balnearis del sud. Aquests districtes inclouen ciutats satèl·lits, principalment ocupades a l'estiu per visitants de la ciutat.